# ريتشارد بروس
ريتشارد بروس (بالإنجليزية: Richard Burrows)‏ هو رائد أعمال بريطاني، ولد في 16 يناير 1946.